# 原井俊典
原井 俊典（はらい としのり、1967年（昭和42年）12月 - ）は、日本の電子オルガン奏者。徳島文理大学短期大学部教授。
徳島文理高等学校卒業。徳島大学総合科学部文化コース音楽卒業。兵庫教育大学大学院教育研究科芸術系音楽修士課程修了。徳島県出身。

## 経歴
1990年（平成2年）に徳島大学総合科学部文化コース音楽を卒業。1991年（平成3年）に徳島文理大学音楽学部非常勤講師に就任。1992年、兵庫教育大学大学院教育研究科芸術系音楽修士課程を修了。
1995年（平成7年）、徳島文理大学短期大学部音楽科の講師に就任し、2003年（平成15年）に徳島文理大学短期大学部音楽科の助教授に就任。2012年（平成24年）、徳島文理大学短期大学部音楽科の教授に就任すした。

## 所属学会
- 日本キーボード学会
- 全日本電子楽器教育研究会

## 論文
- 1993年、『電子オルガン教育におけるDTMの活用』、全日本電子楽器教育研究会[3]。
- 1995年、『電子オルガン教育における客観的把握の促進〜MDRとDTMの有効的利用〜』、全日本電子楽器教育研究会。